# 宇宙天気予報
宇宙天気予報（うちゅうてんきよほう、英語：space weather report, etc.）とは、宇宙天気（太陽フレア、太陽プロトン現象、磁気嵐等の状況）を観測・把握し、それに伴う影響を予測して、地球上の天気予報と同じように予報する（前もって情報提供する）ものである。

## 概要
国立研究開発法人　情報通信研究機構2024年5月10日日本標準時10:21発表の“日報（今日の宇宙天気情報）”を具体例として引用すると、「太陽活動は非常に活発でした。引き続き今後1日間、太陽活動は非常に活発な状態が予想されます。地磁気活動は静穏でした。今後1日間、地磁気活動は猛烈に活発な状態が予想されます。電離圏は静穏な状態でした。今後1日間、電離圏は乱れると予想されます。」といった内容となる。
人工衛星の運用者や、漁業無線やアマチュア無線愛好者など、短波電波を使った通信の利用者などにとっては重要な情報となっている。
磁気嵐によって、人工衛星の電子機器の損傷、通信障害、電磁誘導による送電線の異常電流の発生、宇宙空間にて作業する宇宙飛行士の健康被害などの悪影響が発生する。宇宙天気予報によってこれらの被害が軽減されることが期待されている。
日本では、情報通信研究機構 (NICT) 傘下で宇宙天気情報センターが設立された1988年（昭和63年）に情報提供を開始された。NICTが独立行政法人化された2004年（平成16年）以降は、公式ウェブサイト上で公表されている。